# Delphos (Iowa)
Delphos és una població dels Estats Units a l'estat d'Iowa. Segons el cens del 2000 tenia 25 habitants.

## Demografia
Segons el cens del 2000, Delphos tenia 25 habitants, 12 habitatges, i 6 famílies. La densitat de població era de 43,9 habitants per km².
Dels 12 habitatges en un 25% hi vivien nens de menys de 18 anys, en un 50% hi vivien parelles casades, en un 0% dones solteres, i en un 50% no eren unitats familiars. En el 41,7% dels habitatges hi vivien persones soles el 25% de les quals corresponia a persones de 65 anys o més que vivien soles. El nombre mitjà de persones vivint en cada habitatge era de 2,08 i el nombre mitjà de persones que vivien en cada família era de 3.
Per edats la població es repartia de la següent manera: un 16% tenia menys de 18 anys, un 20% entre 18 i 24, un 12% entre 25 i 44, un 32% de 45 a 60 i un 20% 65 anys o més.
L'edat mediana era de 46 anys. Per cada 100 dones de 18 o més anys hi havia 90,9 homes.
La renda mediana per habitatge era de 33.125 $ i la renda mediana per família de 33.125 $. Els homes tenien una renda mediana de 0 $ mentre que les dones 42.917 $. La renda per capita de la població era de 13.925 $. Cap de les famílies estaven per davall del llindar de pobresa.

## Poblacions més properes
El següent diagrama mostra les poblacions més properes.